# François-Xavier-Anselme Trudel
Pour les articles homonymes, voir Trudel.
François-Xavier-Anselme Trudel, né le 28 avril 1838 à Sainte-Anne-de-la-Pérade et mort le 17 janvier 1890 à Montréal, est un avocat et un homme politique québécois.

## Biographie
Trudel étudie au Séminaire de Nicolet de 1852 à 1859. Il est élu député de la circonscription de Champlain en 1871. Il ne s'est pas représenté en 1875 car il est nommé sénateur au Sénat du Canada la même année.

## Œuvres
Auteur du programme catholique, il tenait résolument à donner une âme chrétienne aux institutions politiques de la nation.